# Artemis und der Hirsch

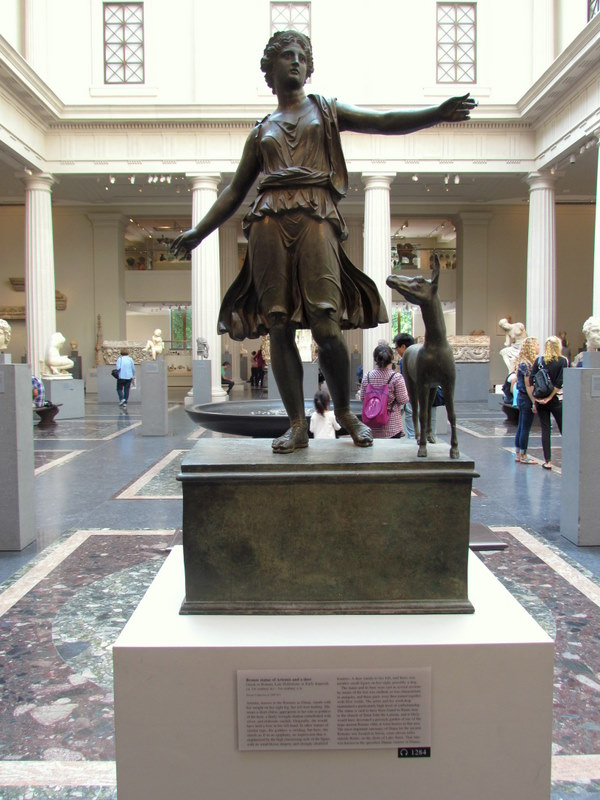
Die Artemis-Statue im Metropolitan Museum of Art

Artemis und der Hirsch (englisch Artemis and the Stag) ist eine Bronzeskulptur der antiken griechischen Göttin Artemis aus der frühen römischen Kaiserzeit oder dem Hellenismus. Im Juni 2007 legte die Albright-Knox Art Gallery die Statue bei einer Auktion vor. Sie erzielte 28,6 Millionen US-Dollar, den bis dahin höchsten Preis für eine Skulptur.

## Beschreibung
Die Statue stellt Artemis, die griechische Göttin unter anderem der Jagd und der Wildtiere, dar. Sie steht auf einem einfachen Sockel in einer Pose, die vermuten lässt, dass sie gerade einen Pfeil von ihrem Bogen abgeschossen hat. Zu einem unbekannten Zeitpunkt wurde der Bogen von der Skulptur getrennt und ist seither verschollen. Das Haar der Göttin ist wellig und gescheitelt, auf dem Hinterkopf ist es zu einem Haarknoten zusammengefasst. Sie trägt einen kurzen Chiton, der an der Hüfte gefaltet ist, sich nach außen bläht und teilweise von einem Himation bedeckt ist. An den Füßen trägt sie geschnürte Sandalen. Ein Hirsch steht neben ihr. Es wird vermutet, dass die Originalskulptur einen springenden Hund rechts von der Göttin aufwies.
Die 92 cm große Artemis steht auf einem 31,75 cm hohen Sockel. Der Hirsch ist 42,5 cm groß. Die Skulptur besteht aus Bronze und könnte irgendwann zwischen dem 1. Jahrhundert v. Chr. und dem 1. Jahrhundert n. Chr. entstanden sein. Sie wurde in den 1920er Jahren auf einer Baustelle in Rom ausgegraben und hat mehrere Male den Besitzer gewechselt, bevor sie zur Albright-Knox Art Gallery in Buffalo im US-Bundesstaat New York kam.
Die Artemis-Skulptur wurde als „eines der schönsten noch existierenden Kunstwerke der klassischen Antike“ bezeichnet. Sie wurde, trotz des verschollenen Bogens, für ihren sehr guten Erhaltungszustand gerühmt. Auffallend sind auch die feinen Einzelheiten, besonders im Gesicht der Artemis.

## Verkauf durch die Albright-Knox Gallery
Im November 2006 erklärte die Albright-Knox Art Gallery, dass sie sich von Artemis and the Stag trennen wolle. Die Statue war beim Publikum beliebt, seit sie 1953 in die Dauerausstellung aufgenommen wurde. Laut Direktor Louis Grachos entsprach die antike Skulptur jedoch nicht dem Kernauftrag der Institution, der darin bestehe, „Kunst der Gegenwart anzukaufen und auszustellen.“ Der Entscheid, sie zu verkaufen, wurde durch eine Abstimmung der Museumsleitung gefällt, von den Mitgliedern der Institution bestätigt und entsprach den Richtlinien der American Alliance of Museums. Der Verkauf löste Fragen aus, ob Museen, die in wirtschaftlich schwachen Regionen liegen und eingeschränkte Mittel für den Betrieb und Einkäufe haben, weiterhin lebendig bleiben können.

## Auktion
Die Skulptur wurde am 7. Juni 2007 durch Hugh Hildesley bei Sotheby’s in New York versteigert. Der Schätzwert betrug zwischen fünf und sieben Millionen Dollar. Schlussendlich erzielte Artemis and the Stag die Rekordsumme von 28,6 Millionen Dollar. Sie war die wertvollste Skulptur, welche bis dato an einer Auktion verkauft wurde. Der vorherige Rekord von 2005 lag bei 27,4 Millionen Dollar für Constantin Brâncușis Bird in Space. Der Verkaufspreis wurde seither von mehreren modernen Werken übertroffen, doch die einzige antike Skulptur, welche einen höheren Preis erzielte, ist die Guennol-Löwin. Die Person, welche das Werk ersteigert hat, blieb anonym. Sie beauftragte den Kunsthändler Giuseppe Eskenazi damit, den Handel abzuschließen.